# Fredrik Wennerlund
Knut Fredrik Evan Wennerlund, född 11 januari 1973 i Jönköping, Småland, är en svensk musiker.
Han spelade trummor i Honey Is Cool åren 1998-2000. När dessa splittrades bildade han bandet Rockmonster tillsammans med Johan Skugge och Martin Thomasson, i vilket Wennerlund spelade trummor. Rockmonster släppte två studioalbum Rockmonster (2000) och Interrupter (2001).
Utöver Honey Is Cool och Rockmonster har Wennerlund medverkat som gästartist på en rad olika skivor. 2000 spelade han slagverk på The Hellacopters skiva High Visibility samt trummor och slagverk på Freddie Wadlings album Skillingtryck och mordballader.
2002 spelade han gurka på The Hellacopters version av The Rolling Stones "Gimme Shelter". Låten utgavs på samlingsalbumet Cream of the Crap! Vol. 1. 2005 producerade han Mando Diaos DVD-film Mando Diao - Down in the Past. Samma år hjälpte han till med låturvalet på Broder Daniels samlingsalbum The Demos 1989-1997, en skiva endast utgiven på vinyl och limiterad till 500 exemplar.
2007 medverkade han som musiker (trummis) i miniserien Upp till kamp.

### Fotnoter
1. ↑  ”Fredrik Wennerlund”. Svensk Filmdatabas. http://www.sfi.se/sv/svensk-filmdatabas/Item/?type=PERSON&itemid=354618&ref=%2ftemplates%2fSwedishFilmSearchResult.aspx%3fid%3d1225%26epslanguage%3dsv%26searchword%3dfredrik+wennerlund%26type%3dPerson%26match%3dBegin%26page%3d1%26prom%3dFalse. Läst 15 januari 2012.
2. ↑  ”Honey Is Cool”. Discogs.com. http://www.discogs.com/artist/Honey+Is+Cool. Läst 15 januari 2012.
3. ↑  ”Rockmonster”. Discogs.com. http://www.discogs.com/artist/Rockmonster. Läst 15 januari 2012.
4. ↑  ”High Visibility”. Discogs.com. http://www.discogs.com/Hellacopters-High-Visibility/release/514103. Läst 15 januari 2012.
5. ↑  ”Skillingtryck och mordballader”. Discogs.com. http://www.discogs.com/Freddie-Wadling-Skillingtryck-Och-Mordballader/release/496425. Läst 15 januari 2012.
6. ↑  ”Cream of the Crap! Vol. 1”. Discogs.com. http://www.discogs.com/Hellacopters-Cream-Of-The-Crap-Collected-Non-Album-Works-Volume-1/release/1834633. Läst 15 januari 2012.
7. ↑  ”Down in the Past”. Discogs.com. http://www.discogs.com/Mando-Diao-Down-In-The-Past/release/1758384. Läst 15 januari 2012.
8. ↑  ”The Demos - 1989-1997”. Discogs.com. http://www.discogs.com/Broder-Daniel-The-Demos-1989-1997/release/1202724. Läst 15 januari 2012.
9. ↑  ”Upp till kamp”. Svensk filmdatabas. http://www.sfi.se/sv/svensk-filmdatabas/Item/?itemid=62481&type=MOVIE&iv=FilmTeam. Läst 15 januari 2012.